# Vadpulyka
A vadpulyka (Meleagris gallopavo) a madarak (Aves) osztályának tyúkalakúak (Galliformes) rendjébe és a fácánfélék (Phasianidae) családjába tartozó faj.

## Eredete
A vadpulyka őshazája Közép- és Észak-Amerika, itt a történelmi idők előtt óriási területeken háborítatlan körülmények között szaporodott, természetes elterjedése Mexikóban a Balsas folyó völgyétől (18° sz.) északra, és az Egyesült Államok Sziklás-hegységétől keletre eső egész vidéket magába foglalta az Atlanti-óceánig, valamint egész Dél-Ontariót Kanadában.

## Előfordulása
A vadpulyka Kanada déli részén, az Amerikai Egyesült Államok nagy részén és Mexikóban honos. A lombhullató és a vegyes tűlevelű-lombhullató erdőket részesíti előnyben, szórványos tisztásokkal, melyek lehetnek legelők, szántók, gyümölcsösök és szezonális mocsarak.
Természetes elterjedési területén kívül betelepítették Ausztrália és Új-Zéland területére, valamint a Hawaii-szigetekre is és Európa egyes részeire.

## Alfajai
- Meleagris gallopavo intermedia
- Meleagris gallopavo merriami
- Meleagris gallopavo mexicana
- Meleagris gallopavo onusta
- Meleagris gallopavo osceola
- Meleagris gallopavo silvestris
- Házi pulyka (Meleagris gallopavo domesticus)

## Megjelenése
Termete a házi pulykáénál kisebb. A hím átlagos testhossza 125 centiméter, a tyúké 91 centiméter. A hím átlagos testtömege 8200 gramm, a tyúké 3200 gramm.
A kakas sötét, irizáló tollazatú. Repülőtollai feketék, barna-és fehér csíkokkal. A mellén található tollecset a földig is érhet. Fejét és nyakát csupasz, kék vagy ibolyakék bőr fedi. Mindkét nemnek van toroklebenye, amely a kakasnál sokkal jellegzetesebb. Nyakán vastag bőrdudorok vannak, melyek bevörösödnek és a homloka felső részén lelógó, húsos bőrlebeny található. Rózsaszín-ibolyakék-szürke lábain rövid, 3,2 cm hosszú, vastag sarkantyú található.
A tyúk kisebb és jelentéktelenebb színű, mint a kakas. Általában nincs mellcsomója. Szürkés feje és tollas nyaka van.

## Életmódja
A talajon keresi bogyókból, magvakból és gerinctelenekből álló táplálékát. Az éjszakát fák ágain tölti. Általában félénk, látása és hallása kifinomult. Futósebessége a 40, repülősebessége (rövid, 100 m-es távolságokon) a 90 km/órát is elérheti.
Társas állat; télen csoportokba tömörül, amelyekben dominancia alapú hierarchia van. Egyes populációkban mindegyik csoport megvédi a területét az idegen csoportokkal szemben.
A tojásokra és csibékre a mosómedve, az északi oposszum, a csíkos bűzösborz, a szürke róka, különböző madárfajok, az erdei mormota és egyéb rágcsálók, a vörös hiúz, a patkánykígyó és a bikasikló jelent veszélyt.
A felnőtt madárra elsősorban az ember vadászik. Egyéb ragadozói a prérifarkas, a vörös hiúz, a mosómedve, a puma, a szirti sas és az amerikai uhu.

## Szaporodása
Poligín; a kakas dürgéskor, legyezőszerűen szétterjesztett faroktollakkal udvarol a tojóknak. Alan Krakauer, a Kaliforniai Egyetem kutatója vizsgálta a vadpulykák udvarlási viselkedését, ami a rokonszelekció szép példája. Úgy találta, hogy ahhoz hasonlóan, ahogy egy tinilány segít nővérének felkészülni az iskolazáró bálra, az alárendelt pulyka beáll pózolni domináns bátyja mellé, bár a hatásos csapat-összkép csak a domináns egyed számára jelent közvetlen előnyt.
Fészkét levelekből és gallyakból a földre, aljnövényzet közé készíti. Fészekalja 10–12 tojásból áll, melyen 28 napig kotlik.
A kakas nem vállal semmilyen szülői feladatot a csibék felnevelése terén. Csak a tyúk kotlik és neveli Őket a következő év tavaszáig (a fiait egészen őszig). A csibék fészekhagyók, a kikelés után 24 órán belül képesek járni és táplálkozni.

## A vadpulyka és az ember
A vadpulyka az egyik legnépszerűbb vadászható madárfaj az Egyesült Államokban. A pulykavadászat évente több millió dollárt hoz az ország Természeti Erőforrásokért felelős Minisztériumának, valamint állami és magánszervezeteknek is. A pulykavadászat az élőhelyjavítási projekteken keresztül a természetvédelmi erőfeszítések számára előnyös lehet. Számos szervezet dolgozik azon, hogy állománya országszerte bőséges legyen.
Gyakori és széles körben elterjedt faj. Sok állam elkezdi betelepíti a vadpulykát olyan helyekre, ahol ezelőtt nem élt, ezzel növelve elterjedési területét. Az 1995-ös becslések szerint Észak-Amerikában körülbelül 4 millió egyede él.
Nem védett; sok államban vadásznak rá.
Húsát jóízűnek tartják, de egyes indián törzsek szándékosan nem fogyasztják, mivel buta és gőgös állatnak tartják és azt hiszik, hogy aki húsát megkóstolja, az is ezen tulajdonságok hordozójává fog válni.

## Képek
|  |  |  |